# Viâpres-le-Petit
 Viâpres-le-Petit  es una población y comuna francesa, en la región de Champaña-Ardenas, departamento de Aube, en el distrito de Nogent-sur-Seine y cantón de Méry-sur-Seine.

## Demografía
| 111 | 95 | 106 | 96 | 93 | 107 |
| Para los censos de 1962 a 1999 la población legal corresponde a la población sin duplicidades (Fuente: INSEE [Consultar]) |    |     |    |    |     |